# Persone di nome Filippo/Pittori
| Questa pagina contiene informazioni ricavate automaticamente dalle voci biografiche con l'ausilio del template Bio e di un bot. L'aggiornamento è periodico e automatico e ricostruisce completamente la pagina. Se manca una persona in questa lista, sei pregato di non aggiungerla, ma accertati piuttosto che la sua voce biografica contenga il template Bio e che i dati anagrafici siano correttamente compilati. Se il template Bio manca, inseriscilo tu stesso o, in alternativa, metti l'avviso {{tmp\|Bio}} che ne segnala la mancanza. Se i dati riportati sono sbagliati, correggi direttamente la voce biografica; le modifiche saranno visibili in questa lista entro pochi giorni. Per chiarimenti vedi il progetto antroponimi. La lista contiene solo le 53 persone che sono citate nell'enciclopedia e per le quali è stato implementato correttamente il template Bio. Pagina aggiornata al 7 apr 2025. |

Questa è una lista di persone presenti nell'enciclopedia che hanno il nome Filippo e sono pittori.

## A(4)
- Filippo Abbiati, pittore italiano (Milano, n. 1640 - Milano, † 1715)
- Filippo Agricola, pittore italiano (Roma, n. 1795 - Roma, † 1857)
- Filippo Albertoni, pittore e litografo italiano (Reggio Emilia, n. 1930 - Bologna, † 2011)
- Filippo Anivitti, pittore italiano (Roma, n. 1876 - Roma, † 1955)

## B(5)
- Filippo Balbi, pittore italiano (Napoli, n. 1806 - Alatri, † 1890)
- Filippo Baratti, pittore italiano (Trieste, n. 1849 - Parigi, † 1936)
- Filippo Belli, pittore e fotografo italiano (n. 1836 - † 1927)
- Filippo Bellini, pittore italiano (Urbino, n. 1550 - Macerata, † 1604)
- Filippo Bertolotto, pittore italiano (Genova)

## C(6)
- Filippo Calendi, pittore e incisore italiano (Firenze - † 1849)
- Filippo Caparozzi, pittore italiano
- Filippo Carcano, pittore italiano (Milano, n. 1840 - † 1914)
- Raffaele Casnedi, pittore italiano (Dumenza, n. 1822 - Milano, † 1892)
- Filippo Castelli, pittore e decoratore italiano (Monza, n. 1859 - Monza, † 1932)
- Filippo Comerio, pittore italiano (Locate Varesino, n. 1747 - Milano, † 1827)

## F(5)
- Filippo Falciatore, pittore italiano
- Filippo Figari, pittore italiano (Cagliari, n. 1885 - Roma, † 1973)
- Filippo di Antonio Filippelli, pittore italiano (Badia a Passignano, n. 1460 - † 1506)
- Filippo da Verona, pittore italiano (Verona)
- Filippo Franzoni, pittore e fotografo svizzero (Locarno, n. 1857 - Mendrisio, † 1911)

## G(6)
- Filippo Gabbi, pittore italiano (Parma, n. 1891 - Venezia, † 1944)
- Filippo Gagliardi, pittore e architetto italiano (Roma - † 1659)
- Filippo Galante, pittore e medaglista italiano (Sora, n. 1872 - Buenos Aires, † 1953)
- Filippo Maria Galletti, pittore italiano (Firenze, n. 1636 - Firenze, † 1714)
- Filippo Gherardi, pittore italiano (Lucca, n. 1643 - † 1704)
- Filippo Giannetto, pittore italiano (Savoca, n. 1631 - Napoli, † 1702)

## J(1)
- Filippo Jannelli, pittore italiano (Castroreale, n. 1621 - Santa Lucia del Mela, † 1696)

## L(7)
- Filippo Lauri, pittore italiano (Roma, n. 1623 - Roma, † 1694)
- Filippo Teodoro di Liagno, pittore italiano (Roma, n. 1589 - Roma, † 1629)
- Filippo Liardo, pittore e patriota italiano (Leonforte, n. 1834 - Asnières, † 1917)
- Filippo Liardo, pittore e scultore italiano (Catania, n. 1937)
- Filippo Lippi, pittore italiano (Firenze, n. 1406 - Spoleto, † 1469)
- Filippino Lippi, pittore italiano (Prato, n. 1457 - Firenze, † 1504)
- Filippo Luzi, pittore italiano (Monte Compatri, n. 1665 - Monte Compatri, † 1722)

## M(4)
- Filippo Marignoli, pittore italiano (Perugia, n. 1926 - Seattle, † 1995)
- Filippo Mastellari, pittore italiano (Castello d'Argile, n. 1849 - L'Avana, † 1922)
- Filippo Mazzola, pittore italiano (Parma - † 1505)
- Filippo Mola, pittore italiano (Civitavecchia, n. 1849 - Brescia, † 1918)

## P(5)
- Filippo Paladini, pittore italiano (Casi in Val di Sieve, n. 1544 - Mazzarino, † 1614)
- Filippo Palizzi, pittore italiano (Vasto, n. 1818 - Napoli, † 1899)
- Filippo Pasquali, pittore italiano (Forlì, n. 1651 - † 1697)
- Filippo Pedrini, pittore italiano (Bologna, n. 1763 - Bologna, † 1856)
- Filippo Prosperi, pittore italiano (Artena, n. 1831 - † 1913)

## R(2)
- Filippo Randazzo, pittore italiano (Nicosia, n. 1695 - Palermo, † 1748)
- Filippo Rusuti, pittore italiano

## S(2)
- Filippo Scroppo, pittore italiano (Riesi, n. 1910 - Torre Pellice, † 1993)
- Filippo Severati, pittore italiano (Roma, n. 1819 - Roma, † 1892)

## T(4)
- Filippo Tancredi, pittore italiano (Messina, n. 1655 - Palermo, † 1722)
- Filippo Tarchiani, pittore italiano (Firenze, n. 1576 - Firenze, † 1645)
- Filippo Tesauro, pittore italiano (n. 1260 - † 1320)
- Filippo di Matteo Torelli, pittore e miniatore italiano (n. 1409 - † 1468)

## V(1)
- Filippo Vitale, pittore italiano (Napoli, n. 1585 - † 1650)

## Z(1)
- Filippo Zaniberti, pittore italiano (Brescia, n. 1585 - † 1636)